# Kuharski recept
Kuharski recept je navodilo za pripravo neke konkretne  jedi. Tehnologi v proizvodnih podjetjih bi rekli, da je recept kosovnica (seznam sestavin) in proizvodni postopek (navodilo za izdelavo) za izdelavo določenega izdelka.
Kuharski recepti so znani že iz zapisov in knjig iz časov pred našim štetjem, najstarejši izvirajo iz Indije, Kitajske in antične Grčije. Dolgo časa so kuharski recepti vsebovali samo spiske sestavin in navodila za pripravo, brez točnih podatkov o količinah, temperaturi in času priprave. Vzrok je, da ni obstajal enoten sistem mer, poleg tega pa so bile te knjige namenjene samo poklicnim, usposobljenim kuharjem in kuharicam, ki so znali skuhati jed tudi brez teh podatkov. 
Danes se objavljajo kuharski recepti s točnimi podatki o količinah in  postopku kuhanja.
Pri določanju količin se poleg definiranih enot mere uporabljajo tudi posebne, kar pa lahko povzroči probleme. Tako se na primer uporablja izraz ščepec namesto točne navedbe 0,x gramov, pa enote kot so skodelica, jedilna žlica, kavna žlica, debelina hrbta noža in podobno. Te enote mere so v različnih področjih lahko zelo različne. 
Sposoben kuhar zna posamezne recepte prilagoditi temu, kar ima trenutno v hladilniku in v omaricah. To daje jedi osebno noto kuharja.  Seveda pa takih sprememb receptov ne pričakujemo in so nezaželeni v restavracijah in gostilnah, kjer gosti pričakujemo jed z določenim nazivom vedno znova v isti sestavi in z istim okusom.
Pri prilagajanju kuharskih receptov moramo biti izredno previdni pri receptih za testo. Tu lahko že najmanjša sprememba sestave povzroči, da je spečena jed zmazek.